# Circoscrizione Toscana (Senato della Repubblica)
La circoscrizione Toscana è una circoscrizione elettorale italiana per l'elezione del Senato della Repubblica.

## Storia
La circoscrizione elettorale venne istituita, con altre 19, per le prime elezioni del Senato della Repubblica, tramite Legge del 6 febbraio 1948, n. 29 in ottemperanza alla Costituzione della Repubblica Italiana che prescrive, all'art. 57, che «il Senato della Repubblica è eletto a base regionale». Fu suddivisa in 15 collegi di lista, in base al D.P.R. del 6 febbraio 1948, n. 30.
In rispetto del suddetto articolo, la circoscrizione venne riconfermata in seguito in tutte le leggi elettorali inerenti al Senato della Repubblica.
La Legge 4 agosto 1993, n. 276 modificò il territorio suddividendolo in 14 collegi uninominali, in base al D.Lgs. del 20 dicembre 1993 n. 535. I suddetti collegi vennero aboliti dalla Legge del 21 dicembre 2005, n. 270.
L'attuale Legge 3 novembre 2017, n. 165, ha ricreato nel territorio della circoscrizione collegi uninominali e collegi plurinominali che devono essere determinati dal governo tramite decreto legislativo.

## Territorio
Il territorio della circoscrizione corrisponde, fin dalla sua istituzione, a quello della regione Toscana.

## Seggi
Per l'attribuzione dei seggi spettanti ad ogni regione, bisogna ottemperare anche in questo caso alla Costituzione della Repubblica Italiana la quale prescriveva, alla data di promulgazione del 1948, che «Nessuna Regione può avere un numero di senatori inferiore a sei. La Valle d’Aosta ha un solo senatore», modificata poi con la Legge costituzionale 9 febbraio 1963, n. 2 che recita «Nessuna Regione può avere un numero di senatori inferiori a sette; il Molise ne ha due, la Valle d’Aosta uno.»
Partendo da un minimo costituzionale di sei seggi per regione, divenuti poi sette, la ripartizione dei seggi spettanti alla circoscrizione viene effettuata in proporzione alla popolazione delle Regioni, quale risulta dall'ultimo censimento generale, sulla base dei quozienti interi e dei più alti resti.

## Dal 1948 al 1993
In base alla legge in vigore dal 1948, essenzialmente proporzionale, i partiti presentavano in ogni circoscrizione un candidato per ogni collegio. All'interno di ciascun collegio, veniva eletto senatore il candidato che avesse raggiunto il quorum del 65% delle preferenze. Qualora nessun candidato avesse conseguito l'elezione, i voti di tutti i candidati venivano raggruppati nelle liste di partito a livello regionale, dove i seggi venivano allocati utilizzando il metodo D'Hondt delle maggiori medie statistiche e quindi, all'interno di ciascuna lista, venivano dichiarati eletti senatori i candidati con le migliori percentuali di preferenza.

### Collegi elettorali
- Arezzo
- Montevarchi
- Firenze I
- Firenze II
- Firenze III
- Prato
- Grosseto
- Livorno
- Lucca
- Viareggio
- Massa-Carrara
- Pisa
- Volterra
- Pistoia
- Siena

### I legislatura
Nessun candidato nei collegi uninominali raggiunse il quorum del 65% dei voti per essere eletto automaticamente; i seggi vennero pertanto assegnati proporzionalmente ai voti ricevuti.
| Partito                            | Partito                            | Risultati 18 aprile 1948 | Risultati 18 aprile 1948 | Risultati 18 aprile 1948 | Seggi | Seggi |
| Partito                            | Partito                            | Voti                     | %                        | ±                        | Num   | ±     |
| ---------------------------------- | ---------------------------------- | ------------------------ | ------------------------ | ------------------------ | ----- | ----- |
|                                    | Fronte Democratico Popolare        | 787 010                  | 46,14                    | n.d.                     | 7     | n.d.  |
|                                    | Democrazia Cristiana               | 693 815                  | 40,68                    | n.d.                     | 7     | n.d.  |
|                                    | Unità Socialista                   | 101 096                  | 5,93                     | n.d.                     | 1     | n.d.  |
|                                    | Partito Repubblicano Italiano      | 91 336                   | 5,35                     | n.d.                     | 0     | n.d.  |
|                                    | Blocco Nazionale                   | 32 389                   | 1,90                     | n.d.                     | 0     | n.d.  |
|                                    |                                    |                          |                          |                          |       |       |
| Iscritti                           | Iscritti                           | 1 916 533                | 100,00                   |                          |       |       |
| ↳ Votanti (% su iscritti)          | ↳ Votanti (% su iscritti)          | 1 810 548                | 94,47                    | n.d.                     |       |       |
| ↳ Voti validi (% su votanti)       | ↳ Voti validi (% su votanti)       | 1 705 646                | 94,21                    |                          |       |       |
| ↳ Schede non valide (% su votanti) | ↳ Schede non valide (% su votanti) | 104 902                  | 5,79                     |                          |       |       |
| ↳ Astenuti (% su iscritti)         | ↳ Astenuti (% su iscritti)         | 105 985                  | 5,53                     |                          |       |       |

| Eletti | Eletti              |
| ------ | ------------------- |
|        | Ilio Barontini      |
|        | Massimo Bontempelli |
|        | Galliano Gervasi    |
|        | Attilio Mariotti    |
|        | Giacomo Picchiotti  |
|        | Pietro Ristori      |
|        | Armando Sapori      |
|        | Cesare Angelini     |
|        | Guido Bisori        |
|        | Giorgio Braccesi    |
|        | Ferdinando Martini  |
|        | Raffaello Pazzagli  |
|        | Maurizio Vigiani    |
|        | Adone Zoli          |
|        | Gaetano Pieraccini  |

### II legislatura
Nessun candidato nei collegi uninominali raggiunse il quorum del 65% dei voti per essere eletto automaticamente; i seggi vennero pertanto assegnati proporzionalmente ai voti ricevuti.
| Partito                            | Partito                                 | Risultati 7 giugno 1953 | Risultati 7 giugno 1953 | Risultati 7 giugno 1953 | Seggi | Seggi |
| Partito                            | Partito                                 | Voti                    | %                       | ±                       | Num   | ±     |
| ---------------------------------- | --------------------------------------- | ----------------------- | ----------------------- | ----------------------- | ----- | ----- |
|                                    | Democrazia Cristiana                    | 650 859                 | 35,06                   | 5,62                    | 6     | 1     |
|                                    | Partito Comunista Italiano              | 646 349                 | 34,81                   | n.d.                    | 6     | n.d.  |
|                                    | Partito Socialista Italiano             | 283 563                 | 15,27                   | n.d.                    | 3     | n.d.  |
|                                    | Movimento Sociale Italiano              | 81 921                  | 4,41                    | n.d.                    | 0     | n.d.  |
|                                    | Partito Socialista Democratico Italiano | 64 984                  | 3,50                    | n.d.                    | 0     | n.d.  |
|                                    | Partito Repubblicano Italiano           | 59 754                  | 3,22                    | n.d.                    | 0     | n.d.  |
|                                    | Partito Liberale Italiano               | 26 508                  | 1,43                    | n.d.                    | 0     | n.d.  |
|                                    | Partito Nazionale Monarchico            | 22 164                  | 1,19                    | n.d.                    | 0     | n.d.  |
|                                    | Unità Popolare                          | 18 258                  | 0,98                    | n.d.                    | 0     | n.d.  |
|                                    | Alleanza Democratica Nazionale          | 2 171                   | 0,12                    | n.d.                    | 0     | n.d.  |
|                                    |                                         |                         |                         |                         |       |       |
| Iscritti                           | Iscritti                                | 2 016 087               | 100,00                  |                         |       |       |
| ↳ Votanti (% su iscritti)          | ↳ Votanti (% su iscritti)               | 1 938 335               | 96,14                   | 1,67                    |       |       |
| ↳ Voti validi (% su votanti)       | ↳ Voti validi (% su votanti)            | 1 856 531               | 95,78                   |                         |       |       |
| ↳ Schede non valide (% su votanti) | ↳ Schede non valide (% su votanti)      | 81 804                  | 4,22                    |                         |       |       |
| ↳ Astenuti (% su iscritti)         | ↳ Astenuti (% su iscritti)              | 77 752                  | 3,86                    |                         |       |       |

| Eletti | Eletti             |
| ------ | ------------------ |
|        | Cesare Angelini    |
|        | Guido Bisori       |
|        | Fulvio De Bacci    |
|        | Ferdinando Martini |
|        | Martino Martini    |
|        | Adone Zoli         |
|        | Renato Bitossi     |
|        | Giuseppe Corsini   |
|        | Galliano Gervasi   |
|        | Mario Giustarini   |
|        | Pietro Ristori     |
|        | Pietro Secchia     |
|        | Enrico Grazi       |
|        | Luigi Mariotti     |
|        | Giacomo Picchiotti |

### III legislatura
Nessun candidato nei collegi uninominali raggiunse il quorum del 65% dei voti per essere eletto automaticamente; i seggi vennero pertanto assegnati proporzionalmente ai voti ricevuti.
| Partito                            | Partito                                 | Risultati 25 maggio 1958 | Risultati 25 maggio 1958 | Risultati 25 maggio 1958 | Seggi | Seggi   |
| Partito                            | Partito                                 | Voti                     | %                        | ±                        | Num   | ±       |
| ---------------------------------- | --------------------------------------- | ------------------------ | ------------------------ | ------------------------ | ----- | ------- |
|                                    | Democrazia Cristiana                    | 709 575                  | 36,23                    | 1,17                     | 7     | 1       |
|                                    | Partito Comunista Italiano              | 675 068                  | 34,47                    | 0,34                     | 6     | Stabile |
|                                    | Partito Socialista Italiano             | 329 000                  | 16,80                    | 1,53                     | 3     | Stabile |
|                                    | PNM-MSI                                 | 90 534                   | 4,62                     | 0,98                     | 0     | [ 6 ]   |
|                                    | Partito Socialista Democratico Italiano | 58 376                   | 2,98                     | 0,52                     | 0     | Stabile |
|                                    | PRI-Rad                                 | 49 050                   | 2,50                     | n.d.                     | 0     | n.d.    |
|                                    | Partito Liberale Italiano               | 37 700                   | 1,92                     | 0,73                     | 0     | Stabile |
|                                    | Partito Monarchico Popolare             | 9 375                    | 0,48                     | n.d.                     | 0     | n.d.    |
|                                    |                                         |                          |                          |                          |       |         |
| Iscritti                           | Iscritti                                | 2 130 691                | 100,00                   |                          |       |         |
| ↳ Votanti (% su iscritti)          | ↳ Votanti (% su iscritti)               | 2 052 624                | 96,34                    | 0,20                     |       |         |
| ↳ Voti validi (% su votanti)       | ↳ Voti validi (% su votanti)            | 1 958 678                | 95,42                    |                          |       |         |
| ↳ Schede non valide (% su votanti) | ↳ Schede non valide (% su votanti)      | 93 946                   | 4,58                     |                          |       |         |
| ↳ Astenuti (% su iscritti)         | ↳ Astenuti (% su iscritti)              | 78 067                   | 3,66                     |                          |       |         |

| Eletti | Eletti              |
| ------ | ------------------- |
|        | Armando Angelini    |
|        | Cesare Angelini     |
|        | Guido Bisori        |
|        | Giulio Guidoni      |
|        | Martino Martini     |
|        | Alfredo Moneti      |
|        | Adone Zoli          |
|        | Renato Bitossi      |
|        | Cesare Luporini     |
|        | Luciano Mencaraglia |
|        | Pietro Ristori      |
|        | Remo Scappini       |
|        | Umberto Terracini   |
|        | Jaures Busoni       |
|        | Luigi Mariotti      |
|        | Giacomo Picchiotti  |

### IV legislatura
Nessun candidato nei collegi uninominali raggiunse il quorum del 65% dei voti per essere eletto automaticamente; i seggi vennero pertanto assegnati proporzionalmente ai voti ricevuti.
| Partito                            | Partito                                 | Risultati 28 aprile 1963 | Risultati 28 aprile 1963 | Risultati 28 aprile 1963 | Seggi | Seggi   |
| Partito                            | Partito                                 | Voti                     | %                        | ±                        | Num   | ±       |
| ---------------------------------- | --------------------------------------- | ------------------------ | ------------------------ | ------------------------ | ----- | ------- |
|                                    | Partito Comunista Italiano              | 790 214                  | 38,91                    | 4,44                     | 8     | 2       |
|                                    | Democrazia Cristiana                    | 622 324                  | 30,65                    | 5,58                     | 6     | 1       |
|                                    | Partito Socialista Italiano             | 289 221                  | 14,24                    | 2,56                     | 3     | Stabile |
|                                    | Partito Socialista Democratico Italiano | 109 464                  | 5,39                     | 2,41                     | 1     | 1       |
|                                    | Partito Liberale Italiano               | 92 387                   | 4,55                     | 2,63                     | 1     | 1       |
|                                    | Movimento Sociale Italiano              | 92 059                   | 4,53                     | n.d.                     | 1     | 1       |
|                                    | Partito Repubblicano Italiano           | 35 076                   | 1,73                     | n.d.                     | 0     | n.d.    |
|                                    |                                         |                          |                          |                          |       |         |
| Iscritti                           | Iscritti                                | 2 207 423                | 100,00                   |                          |       |         |
| ↳ Votanti (% su iscritti)          | ↳ Votanti (% su iscritti)               | 2 126 542                | 96,34                    | Stabile                  |       |         |
| ↳ Voti validi (% su votanti)       | ↳ Voti validi (% su votanti)            | 2 030 745                | 95,50                    |                          |       |         |
| ↳ Schede non valide (% su votanti) | ↳ Schede non valide (% su votanti)      | 95 797                   | 4,50                     |                          |       |         |
| ↳ Astenuti (% su iscritti)         | ↳ Astenuti (% su iscritti)              | 80 881                   | 3,66                     |                          |       |         |

| Eletti | Eletti              |
| ------ | ------------------- |
|        | Renato Bitossi      |
|        | Giulio Cerreti      |
|        | Mario Fabiani       |
|        | Antonino Maccarrone |
|        | Luciano Mencaraglia |
|        | Antonio Pesenti     |
|        | Umberto Terracini   |
|        | Nicola Vaccaro      |
|        | Armando Angelini    |
|        | Cesare Angelini     |
|        | Giuseppe Bartolomei |
|        | Guido Bisori        |
|        | Giorgio Braccesi    |
|        | Alfredo Moneti      |
|        | Giovanni Bernardi   |
|        | Luigi Mariotti      |
|        | Giacomo Picchiotti  |
|        | Giulio Maier        |
|        | Eugenio Artom       |
|        | Alessandro Lessona  |

### V legislatura
Nessun candidato nei collegi uninominali raggiunse il quorum del 65% dei voti per essere eletto automaticamente; i seggi vennero pertanto assegnati proporzionalmente ai voti ricevuti.
| Partito                            | Partito                            | Risultati 19 maggio 1968 | Risultati 19 maggio 1968 | Risultati 19 maggio 1968 | Seggi | Seggi   |
| Partito                            | Partito                            | Voti                     | %                        | ±                        | Num   | ±       |
| ---------------------------------- | ---------------------------------- | ------------------------ | ------------------------ | ------------------------ | ----- | ------- |
|                                    | PCI-PSIUP                          | 923 881                  | 44,15                    | 5,24                     | 10    | 2       |
|                                    | Democrazia Cristiana               | 663 300                  | 31,70                    | 1,05                     | 7     | 1       |
|                                    | PSI-PSDI Unificati                 | 299 875                  | 14,33                    | 5,30                     | 3     | 1       |
|                                    | Partito Liberale Italiano          | 84 983                   | 4,06                     | 0,39                     | 0     | 1       |
|                                    | Movimento Sociale Italiano         | 80 579                   | 3,85                     | 0,68                     | 0     | 1       |
|                                    | Partito Repubblicano Italiano      | 40 110                   | 1,92                     | 0,19                     | 0     | Stabile |
|                                    |                                    |                          |                          |                          |       |         |
| Iscritti                           | Iscritti                           | 2 287 758                | 100,00                   |                          |       |         |
| ↳ Votanti (% su iscritti)          | ↳ Votanti (% su iscritti)          | 2 208 310                | 96,53                    | 0,19                     |       |         |
| ↳ Voti validi (% su votanti)       | ↳ Voti validi (% su votanti)       | 2 092 728                | 94,77                    |                          |       |         |
| ↳ Schede non valide (% su votanti) | ↳ Schede non valide (% su votanti) | 115 582                  | 5,23                     |                          |       |         |
| ↳ Astenuti (% su iscritti)         | ↳ Astenuti (% su iscritti)         | 79 448                   | 3,47                     |                          |       |         |

| Eletti | Eletti                    |
| ------ | ------------------------- |
|        | Franco Calamandrei        |
|        | Franco Del Pace           |
|        | Fazio Fabbrini            |
|        | Mario Fabiani             |
|        | Torquato Fusi             |
|        | Antonino Maccarrone       |
|        | Alessandro Menchinelli    |
|        | Vasco Palazzeschi         |
|        | Giglia Tedesco            |
|        | Umberto Terracini         |
|        | Cesare Angelini           |
|        | Pier Francesco Bargellini |
|        | Giuseppe Bartolomei       |
|        | Guido Bisori              |
|        | Alberto Del Nero          |
|        | Amintore Fanfani          |
|        | Giuseppe Togni            |
|        | Tristano Codignola        |
|        | Giulio Maier              |
|        | Giovanni Pieraccini       |

### VI legislatura
Nessun candidato nei collegi uninominali raggiunse il quorum del 65% dei voti per essere eletto automaticamente; i seggi vennero pertanto assegnati proporzionalmente ai voti ricevuti.
| Partito                            | Partito                                 | Risultati 7 maggio 1972 | Risultati 7 maggio 1972 | Risultati 7 maggio 1972 | Seggi | Seggi   |
| Partito                            | Partito                                 | Voti                    | %                       | ±                       | Num   | ±       |
| ---------------------------------- | --------------------------------------- | ----------------------- | ----------------------- | ----------------------- | ----- | ------- |
|                                    | PCI-PSIUP                               | 960 586                 | 43,65                   | 0,50                    | 9     | 1       |
|                                    | Democrazia Cristiana                    | 692 880                 | 31,48                   | 0,22                    | 7     | Stabile |
|                                    | Partito Socialista Italiano             | 215 436                 | 9,79                    | n.d.                    | 2     | n.d.    |
|                                    | Movimento Sociale Italiano              | 121 609                 | 5,53                    | 1,68                    | 1     | 1       |
|                                    | Partito Socialista Democratico Italiano | 101 747                 | 4,62                    | n.d.                    | 1     | n.d.    |
|                                    | Partito Repubblicano Italiano           | 55 549                  | 2,52                    | 0,60                    | 0     | Stabile |
|                                    | Partito Liberale Italiano               | 52 980                  | 2,41                    | 1,65                    | 0     | Stabile |
|                                    |                                         |                         |                         |                         |       |         |
| Iscritti                           | Iscritti                                | 2 363 696               | 100,00                  |                         |       |         |
| ↳ Votanti (% su iscritti)          | ↳ Votanti (% su iscritti)               | 2 290 907               | 96,92                   | 0,39                    |       |         |
| ↳ Voti validi (% su votanti)       | ↳ Voti validi (% su votanti)            | 2 200 787               | 96,07                   |                         |       |         |
| ↳ Schede non valide (% su votanti) | ↳ Schede non valide (% su votanti)      | 90 120                  | 3,93                    |                         |       |         |
| ↳ Astenuti (% su iscritti)         | ↳ Astenuti (% su iscritti)              | 72 789                  | 3,08                    |                         |       |         |

| Eletti | Eletti              |
| ------ | ------------------- |
|        | Franco Calamandrei  |
|        | Franco Del Pace     |
|        | Fazio Fabbrini      |
|        | Mario Fabiani       |
|        | Torquato Fusi       |
|        | Antonino Maccarrone |
|        | Dante Rossi         |
|        | Evaristo Sgherri    |
|        | Umberto Terracini   |
|        | Giuseppe Bartolomei |
|        | Alberto Del Nero    |
|        | Alfredo Moneti      |
|        | Arturo Pacini       |
|        | Mario Santi         |
|        | Giuseppe Togni      |
|        | Giuseppe Vedovato   |
|        | Giovanni Pieraccini |
|        | Silvano Signori     |
|        | Valerio De Sanctis  |
|        | Giuseppe Averardi   |

### VII legislatura
Nessun candidato nei collegi uninominali raggiunse il quorum del 65% dei voti per essere eletto automaticamente; i seggi vennero pertanto assegnati proporzionalmente ai voti ricevuti.
| Partito                            | Partito                            | Risultati 20 giugno 1976 | Risultati 20 giugno 1976 | Risultati 20 giugno 1976 | Seggi | Seggi   |
| Partito                            | Partito                            | Voti                     | %                        | ±                        | Num   | ±       |
| ---------------------------------- | ---------------------------------- | ------------------------ | ------------------------ | ------------------------ | ----- | ------- |
|                                    | Partito Comunista Italiano         | 1 077 944                | 47,37                    | 3,72                     | 10    | 1       |
|                                    | Democrazia Cristiana               | 729 989                  | 32,08                    | 0,60                     | 7     | Stabile |
|                                    | Partito Socialista Italiano        | 250 393                  | 11,00                    | 1,21                     | 2     | Stabile |
|                                    | PLI-PRI-PSDI                       | 114 537                  | 5,03                     | 4,52                     | 1     | [ 9 ]   |
|                                    | Movimento Sociale Italiano         | 86 242                   | 3,79                     | 1,74                     | 0     | 1       |
|                                    | Partito Radicale                   | 16 644                   | 0,73                     | n.d.                     | 0     | n.d.    |
|                                    |                                    |                          |                          |                          |       |         |
| Iscritti                           | Iscritti                           | 2 430 800                | 100,00                   |                          |       |         |
| ↳ Votanti (% su iscritti)          | ↳ Votanti (% su iscritti)          | 2 353 737                | 96,83                    | 0,13                     |       |         |
| ↳ Voti validi (% su votanti)       | ↳ Voti validi (% su votanti)       | 2 275 749                | 96,69                    |                          |       |         |
| ↳ Schede non valide (% su votanti) | ↳ Schede non valide (% su votanti) | 77 988                   | 3,31                     |                          |       |         |
| ↳ Astenuti (% su iscritti)         | ↳ Astenuti (% su iscritti)         | 77 063                   | 3,17                     |                          |       |         |

| Eletti | Eletti              |
| ------ | ------------------- |
|        | Giorgio Bondi       |
|        | Franco Calamandrei  |
|        | Walter Chielli      |
|        | Aurelio Ciacci      |
|        | Mario Gozzini       |
|        | Elia Lazzari        |
|        | Piero Pieralli      |
|        | Evaristo Sgherri    |
|        | Giglia Tedesco      |
|        | Umberto Terracini   |
|        | Giuseppe Bartolomei |
|        | Luciano Bausi       |
|        | Alberto Del Nero    |
|        | Alessandro Faedo    |
|        | Arturo Pacini       |
|        | Giorgio Rosi        |
|        | Mario Santi         |
|        | Sauro Dalle Mura    |
|        | Silvano Signori     |
|        | Sergio Fenoaltea    |

### VIII legislatura
Nessun candidato nei collegi uninominali raggiunse il quorum del 65% dei voti per essere eletto automaticamente; i seggi vennero pertanto assegnati proporzionalmente ai voti ricevuti.
| Partito                            | Partito                                      | Risultati 3 giugno 1979 | Risultati 3 giugno 1979 | Risultati 3 giugno 1979 | Seggi | Seggi   |
| Partito                            | Partito                                      | Voti                    | %                       | ±                       | Num   | ±       |
| ---------------------------------- | -------------------------------------------- | ----------------------- | ----------------------- | ----------------------- | ----- | ------- |
|                                    | Partito Comunista Italiano                   | 1 055 528               | 46,65                   | 0,72                    | 11    | 1       |
|                                    | Democrazia Cristiana                         | 702 170                 | 31,03                   | 1,05                    | 7     | Stabile |
|                                    | Partito Socialista Italiano                  | 234 679                 | 10,37                   | 0,63                    | 2     | Stabile |
|                                    | Movimento Sociale Italiano                   | 75 575                  | 3,34                    | 0,45                    | 0     | Stabile |
|                                    | Partito Repubblicano Italiano                | 64 787                  | 2,86                    | n.d.                    | 0     | n.d.    |
|                                    | Partito Socialista Democratico Italiano      | 60 882                  | 2,69                    | n.d.                    | 0     | n.d.    |
|                                    | Partito Radicale                             | 38 150                  | 1,69                    | 0,96                    | 0     | Stabile |
|                                    | Partito Liberale Italiano                    | 24 787                  | 1,10                    | n.d.                    | 0     | n.d.    |
|                                    | Democrazia Nazionale - Costituente di Destra | 6 044                   | 0,27                    | n.d.                    | 0     | n.d.    |
|                                    |                                              |                         |                         |                         |       |         |
| Iscritti                           | Iscritti                                     | 2 480 423               | 100,00                  |                         |       |         |
| ↳ Votanti (% su iscritti)          | ↳ Votanti (% su iscritti)                    | 2 360 143               | 95,15                   | 1,69                    |       |         |
| ↳ Voti validi (% su votanti)       | ↳ Voti validi (% su votanti)                 | 2 262 602               | 95,87                   |                         |       |         |
| ↳ Schede non valide (% su votanti) | ↳ Schede non valide (% su votanti)           | 97 541                  | 4,13                    |                         |       |         |
| ↳ Astenuti (% su iscritti)         | ↳ Astenuti (% su iscritti)                   | 120 280                 | 4,85                    |                         |       |         |

| Eletti | Eletti              |
| ------ | ------------------- |
|        | Giorgio Bondi       |
|        | Franco Calamandrei  |
|        | Walter Chielli      |
|        | Aurelio Ciacci      |
|        | Mario Gozzini       |
|        | Elia Lazzari        |
|        | Carlo Marselli      |
|        | Piero Pieralli      |
|        | Giuliano Procacci   |
|        | Giglia Tedesco      |
|        | Umberto Terracini   |
|        | Giuseppe Bartolomei |
|        | Luciano Bausi       |
|        | Alberto Del Nero    |
|        | Alessandro Faedo    |
|        | Arturo Pacini       |
|        | Giuseppe Petrilli   |
|        | Giorgio Rosi        |
|        | Paolo Barsacchi     |
|        | Silvano Signori     |

### IX legislatura
Nessun candidato nei collegi uninominali raggiunse il quorum del 65% dei voti per essere eletto automaticamente; i seggi vennero pertanto assegnati proporzionalmente ai voti ricevuti.
| Partito                            | Partito                                 | Risultati 26 giugno 1983 | Risultati 26 giugno 1983 | Risultati 26 giugno 1983 | Seggi | Seggi   |
| Partito                            | Partito                                 | Voti                     | %                        | ±                        | Num   | ±       |
| ---------------------------------- | --------------------------------------- | ------------------------ | ------------------------ | ------------------------ | ----- | ------- |
|                                    | Partito Comunista Italiano              | 1 044 368                | 46,95                    | 0,30                     | 10    | 1       |
|                                    | Democrazia Cristiana                    | 587 321                  | 26,40                    | 4,63                     | 6     | 1       |
|                                    | Partito Socialista Italiano             | 251 171                  | 11,29                    | 0,92                     | 2     | Stabile |
|                                    | PLI-PRI                                 | 107 803                  | 4,85                     | 0,89                     | 1     | 1       |
|                                    | Movimento Sociale Italiano              | 95 732                   | 4,30                     | 0,96                     | 0     | Stabile |
|                                    | Partito Socialista Democratico Italiano | 48 423                   | 2,18                     | 0,51                     | 0     | Stabile |
|                                    | Partito Nazionale Pensionati            | 32 084                   | 1,44                     | n.d.                     | 0     | n.d.    |
|                                    | Partito Radicale                        | 30 150                   | 1,36                     | 0,33                     | 0     | Stabile |
|                                    | Democrazia Proletaria                   | 24 721                   | 1,11                     | n.d.                     | 0     | n.d.    |
|                                    | Lista per Trieste                       | 2 637                    | 0,12                     | n.d.                     | 0     | n.d.    |
|                                    |                                         |                          |                          |                          |       |         |
| Iscritti                           | Iscritti                                | 2 523 557                | 100,00                   |                          |       |         |
| ↳ Votanti (% su iscritti)          | ↳ Votanti (% su iscritti)               | 2 355 226                | 93,33                    | 1,82                     |       |         |
| ↳ Voti validi (% su votanti)       | ↳ Voti validi (% su votanti)            | 2 224 410                | 94,45                    |                          |       |         |
| ↳ Schede non valide (% su votanti) | ↳ Schede non valide (% su votanti)      | 130 816                  | 5,55                     |                          |       |         |
| ↳ Astenuti (% su iscritti)         | ↳ Astenuti (% su iscritti)              | 168 331                  | 6,67                     |                          |       |         |

| Eletti | Eletti                   |
| ------ | ------------------------ |
|        | Antonio Silvano Andriani |
|        | Enzo Enriques Agnoletti  |
|        | Mario Gozzini            |
|        | Nicola Loprieno          |
|        | Riccardo Margheriti      |
|        | Alessio Pasquini         |
|        | Piero Pieralli           |
|        | Renato Pollini           |
|        | Giglia Tedesco           |
|        | Umberto Terracini        |
|        | Alcide Angeloni          |
|        | Luciano Bausi            |
|        | Ivo Butini               |
|        | Maria Eletta Martini     |
|        | Arturo Pacini            |
|        | Giuseppe Petrilli        |
|        | Paolo Barsacchi          |
|        | Silvano Signori          |
|        | Aride Rossi              |

### X legislatura
Nessun candidato nei collegi uninominali raggiunse il quorum del 65% dei voti per essere eletto automaticamente; i seggi vennero pertanto assegnati proporzionalmente ai voti ricevuti.
| Partito                            | Partito                            | Risultati 14 giugno 1987 | Risultati 14 giugno 1987 | Risultati 14 giugno 1987 | Seggi | Seggi   |
| Partito                            | Partito                            | Voti                     | %                        | ±                        | Num   | ±       |
| ---------------------------------- | ---------------------------------- | ------------------------ | ------------------------ | ------------------------ | ----- | ------- |
|                                    | Partito Comunista Italiano         | 1 022 736                | 45,15                    | 1,80                     | 10    | Stabile |
|                                    | Democrazia Cristiana               | 611 181                  | 26,98                    | 0,58                     | 6     | Stabile |
|                                    | PSI-PSDI-PR                        | 292 331                  | 12,91                    | 1,85                     | 2     | [ 11 ]  |
|                                    | Movimento Sociale Italiano         | 102 759                  | 4,54                     | 0,24                     | 1     | 1       |
|                                    | Partito Repubblicano Italiano      | 73 772                   | 3,26                     | n.d.                     | 0     | n.d.    |
|                                    | Lista Verde                        | 56 700                   | 2,50                     | n.d.                     | 0     | n.d.    |
|                                    | Democrazia Proletaria              | 40 343                   | 1,78                     | 0,67                     | 0     | Stabile |
|                                    | Partito Liberale Italiano          | 26 631                   | 1,18                     | n.d.                     | 0     | n.d.    |
|                                    | Caccia Pesca Ambiente              | 21 746                   | 0,96                     | n.d.                     | 0     | n.d.    |
|                                    | Liga Veneta                        | 13 317                   | 0,59                     | n.d.                     | 0     | n.d.    |
|                                    | Alleanza Popolare Pensionati       | 3 518                    | 0,16                     | n.d.                     | 0     | n.d.    |
|                                    |                                    |                          |                          |                          |       |         |
| Iscritti                           | Iscritti                           | 2 568 829                | 100,00                   |                          |       |         |
| ↳ Votanti (% su iscritti)          | ↳ Votanti (% su iscritti)          | 2 385 992                | 92,88                    | 0,45                     |       |         |
| ↳ Voti validi (% su votanti)       | ↳ Voti validi (% su votanti)       | 2 265 034                | 94,93                    |                          |       |         |
| ↳ Schede non valide (% su votanti) | ↳ Schede non valide (% su votanti) | 120 958                  | 5,07                     |                          |       |         |
| ↳ Astenuti (% su iscritti)         | ↳ Astenuti (% su iscritti)         | 182 837                  | 7,12                     |                          |       |         |

| Eletti | Eletti                   |
| ------ | ------------------------ |
|        | Antonio Silvano Andriani |
|        | Giovanni Berlinguer      |
|        | Menotti Galeotti         |
|        | Riccardo Margheriti      |
|        | Pierluigi Onorato        |
|        | Piero Pieralli           |
|        | Renato Pollini           |
|        | Giglia Tedesco           |
|        | Edoardo Vesentini        |
|        | Grazia Zuffa             |
|        | Alcide Angeloni          |
|        | Luciano Bausi            |
|        | Ivo Butini               |
|        | Mauro Favilla            |
|        | Antonio Graziani         |
|        | Domenico Rosati          |
|        | Antonio Cariglia         |
|        | Silvano Signori          |
|        | Mario Biagioni           |

### XI legislatura
Nessun candidato nei collegi uninominali raggiunse il quorum del 65% dei voti per essere eletto automaticamente; i seggi vennero pertanto assegnati proporzionalmente ai voti ricevuti.
| Partito                            | Partito                            | Risultati 5 aprile 1992 | Risultati 5 aprile 1992 | Risultati 5 aprile 1992 | Seggi | Seggi   |
| Partito                            | Partito                            | Voti                    | %                       | ±                       | Num   | ±       |
| ---------------------------------- | ---------------------------------- | ----------------------- | ----------------------- | ----------------------- | ----- | ------- |
|                                    | Partito Democratico della Sinistra | 694 868                 | 30,78                   | n.d.                    | 7     | n.d.    |
|                                    | Democrazia Cristiana               | 512 773                 | 22,71                   | 4,27                    | 5     | 1       |
|                                    | Partito Socialista Italiano        | 287 934                 | 12,75                   | n.d.                    | 3     | n.d.    |
|                                    | Rifondazione Comunista             | 233 791                 | 10,35                   | n.d.                    | 2     | n.d.    |
|                                    | Partito Repubblicano Italiano      | 115 195                 | 5,10                    | 1,84                    | 1     | 1       |
|                                    | Movimento Sociale Italiano         | 108 700                 | 4,81                    | 0,27                    | 1     | Stabile |
|                                    | Lega Lombarda                      | 65 170                  | 2,89                    | n.d.                    | 0     | n.d.    |
|                                    | Federazione dei Verdi              | 64 081                  | 2,84                    | n.d.                    | 0     | n.d.    |
|                                    | Partito Liberale Italiano          | 38 723                  | 1,72                    | 0,54                    | 0     | Stabile |
|                                    | Altri                              | 136 582                 | 6,05                    | n.d.                    | 0     | n.d.    |
|                                    |                                    |                         |                         |                         |       |         |
| Iscritti                           | Iscritti                           | 2 654 910               | 100,00                  |                         |       |         |
| ↳ Votanti (% su iscritti)          | ↳ Votanti (% su iscritti)          | 2 401 960               | 90,47                   | 2,41                    |       |         |
| ↳ Voti validi (% su votanti)       | ↳ Voti validi (% su votanti)       | 2 257 817               | 94,00                   |                         |       |         |
| ↳ Schede non valide (% su votanti) | ↳ Schede non valide (% su votanti) | 144 143                 | 6,00                    |                         |       |         |
| ↳ Astenuti (% su iscritti)         | ↳ Astenuti (% su iscritti)         | 252 950                 | 9,53                    |                         |       |         |

| Eletti | Eletti                  |
| ------ | ----------------------- |
|        | Roberto Benvenuti       |
|        | Monica Bettoni Brandani |
|        | Anna Maria Bucciarelli  |
|        | Adalberto Minucci       |
|        | Francesco Nerli         |
|        | Maria Taddei            |
|        | Grazia Zuffa            |
|        | Ivo Butini              |
|        | Mauro Favilla           |
|        | Albino Fontana          |
|        | Antonio Graziani        |
|        | Tullio Innocenti        |
|        | Massimo Baldini         |
|        | Luciano Giorgi          |
|        | Vittorio Liberatori     |
|        | Edda Fagni              |
|        | Fausto Marchetti        |
|        | Giovanni Ferrara Salute |
|        | Giuseppe Turini         |

## Dal 1993 al 2005
Con la riforma elettorale maggioritaria del 1993, in prima istanza veniva eletto senatore il candidato che avesse riportato la maggioranza relativa dei suffragi in ciascun collegio. Nessun candidato poteva presentarsi in più di un collegio. I rimanenti seggi regionali erano invece assegnati assommando i voti di tutti i candidati uninominali perdenti che si fossero collegati in un gruppo regionale, utilizzando il metodo D'Hondt delle migliori medie: gli scranni così ottenuti da ciascun gruppo venivano assegnati, all'interno di essa, ai candidati perdenti che avessero ottenuto le migliori percentuali elettorali.

### Collegi elettorali
1. Firenze Nord
2. Firenze - Scandicci
3. Sesto Fiorentino
4. Empoli
5. Prato
6. Pistoia
7. Arezzo
8. Carrara
9. Lucca
10. Pisa
11. Pontedera
12. Siena
13. Livorno
14. Grosseto

### XII legislatura

#### Dati elettorali
|                               | Progressisti               | 1 109 333 | 49,12 | 14 |  |  |  |  |  |
|                               | Polo delle Libertà         | 396 807   | 17,57 | 2  |  |  |  |  |  |
|                               | Patto per l'Italia         | 343 828   | 15,22 | 2  |  |  |  |  |  |
|                               | Alleanza Nazionale         | 280 133   | 12,40 | 1  |  |  |  |  |  |
|                               | Lista Pannella-Riformatori | 84 462    | 3,74  | –  |  |  |  |  |  |
|                               | Lega Autonomista Toscana   | 30 636    | 1,36  | –  |  |  |  |  |  |
|                               | Rinnovamento               | 6 075     | 0,27  | –  |  |  |  |  |  |
|                               | Insieme per Sviluppo       | 5 504     | 0,24  | –  |  |  |  |  |  |
|                               | Gervasi                    | 1 672     | 0,07  | –  |  |  |  |  |  |
| Totale                        | Totale                     | 2 258 450 | 100   | 19 |  |  |  |  |  |
|                               |                            |           |       |    |  |  |  |  |  |
| Voti non validi               | Voti non validi            | 169 690   | 6,99  |    |  |  |  |  |  |
| Votanti                       | Votanti                    | 2 428 140 | 90,36 |    |  |  |  |  |  |
| Elettori                      | Elettori                   | 2 687 210 |       |    |  |  |  |  |  |
|                               |                            |           |       |    |  |  |  |  |  |
| Data: 27-28 marzo 1994        |                            |           |       |    |  |  |  |  |  |
| Fonte: Ministero dell'interno |                            |           |       |    |  |  |  |  |  |

#### Eletti
Eletti nei Progressisti (PDS - PRC - FdV - PSI - Rete - AD - CS - RS)
     Eletti nel Polo delle Libertà (FI - LN - CCD)
     Eletti nel Patto per l'Italia (PPI - PS)
     Eletti in Alleanza Nazionale - Movimento Sociale Italiano
| Collegio                | Eletto | Eletto                  | Partito | Quota |
| ----------------------- | ------ | ----------------------- | ------- | ----- |
| 1 - Firenze Nord        |        | Stefano Passigli        | AD (SR) | Magg. |
| 1 - Firenze Nord        |        | Vittorio Cecchi Gori    | PPI     | Prop. |
| 2 - Firenze - Scandicci |        | Graziano Cioni          | PDS     | Magg. |
| 3 - Sesto Fiorentino    |        | Enrico Falqui           | FdV     | Magg. |
| 4 - Empoli              |        | Paolo Bagnoli           | PSI     | Magg. |
| 5 - Prato               |        | Anna Maria Bucciarelli  | PDS     | Magg. |
| 6 - Pistoia             |        | Antonio Fischetti       | PRC     | Magg. |
| 6 - Pistoia             |        | Domenico Gallo          | PRC     | Magg. |
| 7 - Arezzo              |        | Monica Bettoni Brandani | PDS     | Magg. |
| 8 - Carrara             |        | Fausto Marchetti        | PRC     | Magg. |
| 8 - Carrara             |        | Gianfranco Petricca     | FI      | Prop. |
| 9 - Lucca               |        | Patrizio Petrucci       | PDS     | Magg. |
| 9 - Lucca               |        | Paolo Riani             | FI      | Prop. |
| 9 - Lucca               |        | Mauro Favilla           | PPI     | Prop. |
| 10 - Pisa               |        | Salvatore Senese        | PDS     | Magg. |
| 11 - Pontedera          |        | Umberto Carpi           | PRC     | Magg. |
| 12 - Siena              |        | Cosimo Scaglioso        | CS      | Magg. |
| 13 - Livorno            |        | Edda Fagni              | PRC     | Magg. |
| 14 - Grosseto           |        | Roberto Benvenuti       | PDS     | Magg. |
| 14 - Grosseto           |        | Giuseppe Turini         | AN-MSI  | Prop. |

1. ↑  Deceduto il 15.06.1994.
2. ↑  Dal 14.09.1994 (eletto in seguito a elezioni suppletive).

### XIII legislatura

#### Dati elettorali
|                               | L'Ulivo                            | 1 130 461 | 50,75 | 12 |  |  |  |  |  |
|                               | Polo per le Libertà                | 727 219   | 32,65 | 5  |  |  |  |  |  |
|                               | Alleanza dei Progressisti          | 160 782   | 7,22  | 2  |  |  |  |  |  |
|                               | Lega Nord                          | 51 624    | 2,32  | –  |  |  |  |  |  |
|                               | Movimento Sociale Fiamma Tricolore | 43 960    | 1,97  | –  |  |  |  |  |  |
|                               | Lista Pannella-Sgarbi              | 35 789    | 1,61  | –  |  |  |  |  |  |
|                               | Partito Socialista                 | 33 991    | 1,53  | –  |  |  |  |  |  |
|                               | Mani Pulite                        | 24 870    | 1,12  | –  |  |  |  |  |  |
|                               | Movimento Autonomista Toscano      | 18 691    | 0,84  | –  |  |  |  |  |  |
| Totale                        | Totale                             | 2 227 387 | 100   | 19 |  |  |  |  |  |
|                               |                                    |           |       |    |  |  |  |  |  |
| Voti non validi               | Voti non validi                    | 161 791   | 6,77  |    |  |  |  |  |  |
| Votanti                       | Votanti                            | 2 389 178 | 87,82 |    |  |  |  |  |  |
| Elettori                      | Elettori                           | 2 720 385 |       |    |  |  |  |  |  |
|                               |                                    |           |       |    |  |  |  |  |  |
| Data: 21 aprile 1996          |                                    |           |       |    |  |  |  |  |  |
| Fonte: Ministero dell'interno |                                    |           |       |    |  |  |  |  |  |

#### Eletti
Eletti nell'Ulivo (PDS - PpP - RI - FdV - PSd'Az - FL - MCU - CS - SI - PS)
     Eletti nell'Alleanza dei Progressisti (PRC)
     Eletti nel Polo per le Libertà (FI - AN - CCD - CDU)
| Collegio                | Eletto | Eletto                  | Partito   | Quota |
| ----------------------- | ------ | ----------------------- | --------- | ----- |
| 1 - Firenze Nord        |        | Vittorio Cecchi Gori    | PPI       | Magg. |
| 2 - Firenze - Scandicci |        | Graziano Cioni          | PDS       | Magg. |
| 3 - Sesto Fiorentino    |        | Pino Arlacchi           | PDS       | Magg. |
| 3 - Sesto Fiorentino    |        | Antonio Di Pietro       | PDS (Ind) | Magg. |
| 4 - Empoli              |        | Stefano Boco            | FdV       | Magg. |
| 5 - Prato               |        | Anna Maria Bucciarelli  | PDS       | Magg. |
| 6 - Pistoia             |        | Stefano Passigli        | PpP (SR)  | Magg. |
| 6 - Pistoia             |        | Francesco Bosi          | CCD       | Prop. |
| 7 - Arezzo              |        | Monica Bettoni Brandani | PDS       | Magg. |
| 7 - Arezzo              |        | Italo Marri             | AN        | Prop. |
| 8 - Carrara             |        | Fausto Marchetti        | PRC       | Magg. |
| 8 - Carrara             |        | Massimo Baldini         | FI        | Prop. |
| 9 - Lucca               |        | Patrizio Petrucci       | PDS       | Magg. |
| 9 - Lucca               |        | Marcello Pera           | FI        | Prop. |
| 10 - Pisa               |        | Umberto Carpi           | PDS       | Magg. |
| 11 - Pontedera          |        | Salvatore Senese        | PDS       | Magg. |
| 12 - Siena              |        | Franco Bassanini        | PDS       | Magg. |
| 13 - Livorno            |        | Ersilia Salvato         | PRC       | Magg. |
| 14 - Grosseto           |        | Ottaviano Del Turco     | SI        | Magg. |
| 14 - Grosseto           |        | Giuseppe Turini         | AN        | Prop. |

1. ↑  Dimessosi il 31.08.1997 (risulta eletto Sottosegretario generale delle Nazioni Unite).
2. ↑  Dal 17.11.1997 (eletto a seguito di elezioni suppletive).

### XIV legislatura

#### Dati elettorali
|                               | L'Ulivo                              | 1 198 380 | 52,04 | 13 |  |  |  |  |  |
|                               | Casa delle Libertà                   | 819 401   | 35,58 | 5  |  |  |  |  |  |
|                               | Partito della Rifondazione Comunista | 149 258   | 6,48  | 1  |  |  |  |  |  |
|                               | Lista Di Pietro                      | 50 963    | 2,21  | –  |  |  |  |  |  |
|                               | Democrazia Europea                   | 42 649    | 1,85  | –  |  |  |  |  |  |
|                               | Lista Emma Bonino                    | 39 364    | 1,71  | –  |  |  |  |  |  |
|                               | Comunismo                            | 2 159     | 0,09  | –  |  |  |  |  |  |
|                               | Toscana Granducato                   | 625       | 0,03  | –  |  |  |  |  |  |
| Totale                        | Totale                               | 2 302 799 | 100   | 19 |  |  |  |  |  |
|                               |                                      |           |       |    |  |  |  |  |  |
| Voti non validi               | Voti non validi                      | 103 603   | 4,31  |    |  |  |  |  |  |
| Votanti                       | Votanti                              | 2 406 402 | 86,33 |    |  |  |  |  |  |
| Elettori                      | Elettori                             | 2 787 422 |       |    |  |  |  |  |  |
|                               |                                      |           |       |    |  |  |  |  |  |
| Data: 13 maggio 2001          |                                      |           |       |    |  |  |  |  |  |
| Fonte: Ministero dell'interno |                                      |           |       |    |  |  |  |  |  |

#### Eletti
Eletti nell'Ulivo (DS - DL - Girasole - PdCI - MRE - SVP - PSd'Az)
     Eletti nella Casa delle Libertà (FI - AN - LN - CCD - CDU - NPSI - PRI)
     Eletti nel Partito della Rifondazione Comunista
| Collegio                | Eletto | Eletto                  | Partito        | Quota |
| ----------------------- | ------ | ----------------------- | -------------- | ----- |
| 1 - Firenze Nord        |        | Stefano Passigli        | DS             | Magg. |
| 2 - Firenze - Scandicci |        | Lamberto Dini           | DL (RI)        | Magg. |
| 3 - Sesto Fiorentino    |        | Vittoria Franco         | DS             | Magg. |
| 4 - Empoli              |        | Stefano Boco            | Girasole (FdV) | Magg. |
| 5 - Prato               |        | Sauro Turroni           | Girasole (FdV) | Magg. |
| 6 - Pistoia             |        | Giorgio Tonini          | DS             | Magg. |
| 6 - Pistoia             |        | Francesco Bosi          | CCD            | Prop. |
| 7 - Arezzo              |        | Monica Bettoni Brandani | DS             | Magg. |
| 7 - Arezzo              |        | Grazia Sestini          | FI             | Prop. |
| 8 - Carrara             |        | Andrea Rigoni           | DL (PPI)       | Magg. |
| 8 - Carrara             |        | Massimo Baldini         | FI             | Prop. |
| 8 - Carrara             |        | Giorgio Malentacchi     | PRC            | Prop. |
| 9 - Lucca               |        | Marcello Pera           | FI             | Magg. |
| 10 - Pisa               |        | Luigi Berlinguer        | DS             | Magg. |
| 10 - Pisa               |        | Luciano Modica          | DS             | Magg. |
| 11 - Pontedera          |        | Giovanni Brunale        | DS             | Magg. |
| 12 - Siena              |        | Franco Bassanini        | DS             | Magg. |
| 13 - Livorno            |        | Natale D'Amico          | DL (RI)        | Magg. |
| 14 - Grosseto           |        | Giuliano Amato          | DS (Ind)       | Magg. |
| 14 - Grosseto           |        | Franco Mugnai           | AN             | Prop. |

1. ↑  Dimessosi il 24.07.02 (risulta eletto membro del Consiglio superiore della magistratura).
2. ↑  Dal 05.11.02 (eletto in seguito a elezioni suppletive).

## Dal 2005 al 2017
Con l'entrata in vigore della legge Calderoli, per l'elezione del Senato viene adottato un sistema elettorale proporzionale con liste bloccate, soglia di sbarramento e premio di maggioranza su base regionale. Alla ripartizione dei seggi, che avviene secondo il metodo Hare dei quozienti interi e dei più alti resti, concorrono le liste che nell'ambito della circoscrizione regionale abbiano ottenuto almeno l'8% dei voti validi, oppure almeno il 3% se esse sono parte di una coalizione che abbia ottenuto almeno il 20%. In ogni caso, alla coalizione o lista singola più votata è attribuito almeno il 55% dei seggi: se tale soglia non è raggiunta, viene assegnato un premio di maggioranza, in forma di seggi supplementari, che riduce quelli attribuiti alle altre forze politiche.

### XV legislatura

#### Dati elettorali
|                               | Democratici di Sinistra                           | 693 313   | 29,84 | 6  |  |  |  |  |  |
|                               | Partito della Rifondazione Comunista              | 258 207   | 11,11 | 2  |  |  |  |  |  |
|                               | La Margherita                                     | 209 710   | 9,03  | 2  |  |  |  |  |  |
|                               | Insieme con l'Unione                              | 114 163   | 4,91  | 1  |  |  |  |  |  |
|                               | Rosa nel Pugno                                    | 56 307    | 2,42  | –  |  |  |  |  |  |
|                               | Italia dei Valori                                 | 50 181    | 2,16  | –  |  |  |  |  |  |
|                               | Partito Pensionati                                | 17 886    | 0,77  | –  |  |  |  |  |  |
|                               | Popolari UDEUR                                    | 8 966     | 0,39  | –  |  |  |  |  |  |
|                               | Lista Consumatori                                 | 6 498     | 0,28  | –  |  |  |  |  |  |
|                               | Partito Socialista Democratico Italiano           | 4 667     | 0,20  | –  |  |  |  |  |  |
|                               | Movimento Repubblicani Europei                    | 4 060     | 0,17  | –  |  |  |  |  |  |
|                               | Totale coalizione                                 | 1 423 958 | 61,29 | 11 |  |  |  |  |  |
|                               | Forza Italia                                      | 402 604   | 17,33 | 3  |  |  |  |  |  |
|                               | Alleanza Nazionale                                | 294 283   | 12,67 | 3  |  |  |  |  |  |
|                               | Unione dei Democratici Cristiani                  | 139 879   | 6,02  | 1  |  |  |  |  |  |
|                               | Lega Nord – MPA                                   | 24 727    | 1,06  | –  |  |  |  |  |  |
|                               | Democrazia Cristiana per le Autonomie – Nuovo PSI | 15 390    | 0,66  | –  |  |  |  |  |  |
|                               | Alternativa Sociale                               | 11 698    | 0,50  | –  |  |  |  |  |  |
|                               | Fiamma Tricolore                                  | 10 769    | 0,46  | –  |  |  |  |  |  |
|                               | Totale coalizione                                 | 899 350   | 38,71 | 7  |  |  |  |  |  |
| Totale                        | Totale                                            | 2 323 308 | 100   | 18 |  |  |  |  |  |
|                               |                                                   |           |       |    |  |  |  |  |  |
| Voti non validi               | Voti non validi                                   | 61 448    | 2,58  |    |  |  |  |  |  |
| Votanti                       | Votanti                                           | 2 384 756 | 87,24 |    |  |  |  |  |  |
| Elettori                      | Elettori                                          | 2 733 414 |       |    |  |  |  |  |  |
|                               |                                                   |           |       |    |  |  |  |  |  |
| Fonte: Ministero dell'interno |                                                   |           |       |    |  |  |  |  |  |

#### Eletti
| Democratici di Sinistra                                                                                              | Partito della Rifondazione Comunista   | La Margherita                                          | Insieme con l'Unione                                          |
| --- | -------------------------------------- | ------------------------------------------------------ | ------------------------------------------------------------- |
| |                                        |                                                        |                                                               |
| - Vittoria Franco - Beatrice Maria Magnolfi - Massimo Livi Bacci - Marco Filippi - Lido Scarpetti - Giovanni Bellini | - Milziade Caprili - Salvatore Allocca | - Lamberto Dini - Natale D'Amico                       | - → Armando Cossutta - → Loredana De Petris - Manuela Palermi |
| Forza Italia | Alleanza Nazionale                     | Unione dei Democratici Cristiani                       |                                                               |
| |                                        |                                                        |                                                               |
| - Marcello Pera - Massimo Baldini - Gaetano Quagliariello                                                            | - Altero Matteoli - Franco Mugnai      | - → Marco Follini - → Luca Marconi - Nedo Lorenzo Poli |                                                               |

1. ↑  Opta per la circoscrizione Emilia-Romagna
2. ↑  Opta per la circoscrizione Lazio
3. ↑  Opta per la circoscrizione Campania
4. ↑  Opta per la circoscrizione Puglia

### XVI legislatura

#### Dati elettorali
|                               | Partito Democratico                  | 1 041 508 | 47,14 | 10 |  |  |  |  |  |
|                               | Italia dei Valori                    | 73 669    | 3,33  | 1  |  |  |  |  |  |
|                               | Totale coalizione                    | 1 115 177 | 50,47 | 11 |  |  |  |  |  |
|                               | Il Popolo della Libertà              | 717 220   | 32,46 | 7  |  |  |  |  |  |
|                               | Lega Nord                            | 42 800    | 1,94  | –  |  |  |  |  |  |
|                               | Totale coalizione                    | 760 020   | 34,40 | 7  |  |  |  |  |  |
|                               | La Sinistra l'Arcobaleno             | 113 164   | 5,12  | –  |  |  |  |  |  |
|                               | Unione di Centro                     | 91 885    | 4,16  | –  |  |  |  |  |  |
|                               | La Destra - Fiamma Tricolore         | 53 943    | 2,44  | –  |  |  |  |  |  |
|                               | Partito Socialista                   | 22 417    | 1,01  | –  |  |  |  |  |  |
|                               | Partito Comunista dei Lavoratori     | 17 611    | 0,80  | –  |  |  |  |  |  |
|                               | Sinistra Critica                     | 10 475    | 0,47  | –  |  |  |  |  |  |
|                               | Per il Bene Comune                   | 7 310     | 0,33  | –  |  |  |  |  |  |
|                               | Partito Liberale Italiano            | 6 930     | 0,31  | –  |  |  |  |  |  |
|                               | Unione Democratica per i Consumatori | 5 911     | 0,27  | –  |  |  |  |  |  |
|                               | Movimento Europeo Diversamente Abili | 4 602     | 0,21  | –  |  |  |  |  |  |
| Totale                        | Totale                               | 2 209 445 | 100   | 18 |  |  |  |  |  |
|                               |                                      |           |       |    |  |  |  |  |  |
| Voti non validi               | Voti non validi                      | 68 014    | 2,99  |    |  |  |  |  |  |
| Votanti                       | Votanti                              | 2 277 459 | 83,53 |    |  |  |  |  |  |
| Elettori                      | Elettori                             | 2 726 463 |       |    |  |  |  |  |  |
|                               |                                      |           |       |    |  |  |  |  |  |
| Fonte: Ministero dell'interno |                                      |           |       |    |  |  |  |  |  |

#### Eletti
| Partito Democratico | Il Popolo della Libertà                                                                                                   | Italia dei Valori |
| --- | --- | ----------------- |
| | |                   |
| - Vannino Chiti - Vittoria Franco - Achille Serra - Achille Passoni - Marco Filippi - Andrea Marcucci - Silvia Della Monica - Marco Perduca - Massimo Livi Bacci - Manuela Granaiola | - Altero Matteoli - Sandro Bondi - Gaetano Quagliariello - Franco Mugnai - Paolo Amato - Achille Totaro - Massimo Baldini | - Francesco Pardi |

### XVII legislatura

#### Dati elettorali
|                               | Partito Democratico              | 815 708   | 39,52 | 9  |  |  |  |  |  |
|                               | Sinistra Ecologia Libertà        | 74 394    | 3,60  | 1  |  |  |  |  |  |
|                               | Centro Democratico               | 7 111     | 0,34  | –  |  |  |  |  |  |
|                               | Totale coalizione                | 897 213   | 43,46 | 10 |  |  |  |  |  |
|                               | Movimento 5 Stelle               | 468 662   | 22,70 | 4  |  |  |  |  |  |
|                               | Il Popolo della Libertà          | 371 463   | 18,00 | 3  |  |  |  |  |  |
|                               | Fratelli d'Italia                | 37 007    | 1,79  | –  |  |  |  |  |  |
|                               | Lega Nord                        | 15 799    | 0,77  | –  |  |  |  |  |  |
|                               | La Destra                        | 12 827    | 0,62  | –  |  |  |  |  |  |
|                               | Moderati in Rivoluzione          | 2 406     | 0,12  | –  |  |  |  |  |  |
|                               | Totale coalizione                | 439 502   | 21,29 | 3  |  |  |  |  |  |
|                               | Con Monti per l'Italia           | 167 744   | 8,13  | 1  |  |  |  |  |  |
|                               | Rivoluzione Civile               | 45 293    | 2,19  | –  |  |  |  |  |  |
|                               | Fare per Fermare il Declino      | 16 445    | 0,80  | –  |  |  |  |  |  |
|                               | Partito Comunista dei Lavoratori | 13 975    | 0,68  | –  |  |  |  |  |  |
|                               | Forza Nuova                      | 6 262     | 0,30  | –  |  |  |  |  |  |
|                               | Amnistia Giustizia Libertà       | 5 478     | 0,27  | –  |  |  |  |  |  |
|                               | CasaPound                        | 3 667     | 0,18  | –  |  |  |  |  |  |
| Totale                        | Totale                           | 2 064 241 | 100   | 18 |  |  |  |  |  |
|                               |                                  |           |       |    |  |  |  |  |  |
| Voti non validi               | Voti non validi                  | 61 518    | 2,89  |    |  |  |  |  |  |
| Votanti                       | Votanti                          | 2 125 759 | 79,02 |    |  |  |  |  |  |
| Elettori                      | Elettori                         | 2 690 293 |       |    |  |  |  |  |  |
|                               |                                  |           |       |    |  |  |  |  |  |
| Fonte: Ministero dell'interno |                                  |           |       |    |  |  |  |  |  |

#### Eletti
| Partito Democratico | Movimento 5 Stelle                                                    | Il Popolo della Libertà                                                    | Con Monti per l'Italia                | Sinistra Ecologia Libertà |
| --- | --------------------------------------------------------------------- | -------------------------------------------------------------------------- | ------------------------------------- | ------------------------- |
| |                                                                       |                                                                            |                                       |                           |
| - Valeria Fedeli - Claudio Martini - Maria Grazia Gatti - Rosa Maria Di Giorgi - Andrea Marcucci - Manuela Granaiola - Laura Cantini - Donella Mattesini - Marco Filippi | - Laura Bottici - Alessandra Bencini - Maurizio Romani - Sara Paglini | - → Silvio Berlusconi - Altero Matteoli - Denis Verdini - Riccardo Mazzoni | - → Pietro Ichino - Stefania Giannini | - Alessia Petraglia       |

1. ↑  Opta per la circoscrizione Molise
2. ↑  Opta per la circoscrizione Lombardia

## Dal 2017

### Collegi elettorali

#### Dal 2017 al 2020
Alla circoscrizione sono attribuiti 18 seggi: 7 sono assegnati con sistema maggioritario, in altrettanti collegi uninominali; 11 mediante sistema proporzionale, all'interno di due collegi plurinominali.
| Collegi plurinominali | Collegi plurinominali | Collegi uninominali                                              |
| --------------------- | --------------------- | ---------------------------------------------------------------- |
|                       | Toscana - 01          | - 01 - Firenze - 02 - Sesto Fiorentino - 03 - Prato - 05 - Lucca |
|                       | Toscana - 02          | - 04 - Arezzo - 06 - Pisa - 07 - Livorno                         |

#### Dal 2020
In seguito alla riforma costituzionale del 2020 in tema di riduzione del numero dei parlamentari, alla circoscrizione sono attribuiti 12 seggi: 4 sono assegnati mediante sistema maggioritario, in altrettanti collegi uninominali; 8 mediante sistema proporzionale, all'interno di un unico collegio plurinominale.
| Collegi plurinominali | Collegi plurinominali | Collegi uninominali                                      |
| --------------------- | --------------------- | -------------------------------------------------------- |
|                       | Toscana - 01          | - 01 - Arezzo - 02 - Livorno - 03 - Prato - 04 - Firenze |

### XVIII legislatura

#### Risultati
|                               | Partito Democratico                         | 607 142   | 30,54 | 4  | 679 520   | 34,18 | 3 |  |  |
|                               | +Europa                                     | 51 992    | 2,62  | –  | 679 520   | 34,18 | 3 |  |  |
|                               | Italia Europa Insieme                       | 12 601    | 0,63  | –  | 679 520   | 34,18 | 3 |  |  |
|                               | Civica Popolare                             | 7 785     | 0,39  | –  | 679 520   | 34,18 | 3 |  |  |
|                               | Lega                                        | 349 958   | 17,61 | 2  | 641 005   | 32,25 | 4 |  |  |
|                               | Forza Italia                                | 201 535   | 10,14 | 1  | 641 005   | 32,25 | 4 |  |  |
|                               | Fratelli d'Italia                           | 78 256    | 3,94  | 1  | 641 005   | 32,25 | 4 |  |  |
|                               | Noi con l'Italia – UDC                      | 11 256    | 0,57  | –  | 641 005   | 32,25 | 4 |  |  |
|                               | Movimento 5 Stelle                          | 484 366   | 24,37 | 3  | 484 366   | 24,37 | – |  |  |
|                               | Liberi e Uguali                             | 89 503    | 4,50  | –  | 89 503    | 4,50  | – |  |  |
|                               | Potere al Popolo!                           | 35 317    | 1,78  | –  | 35 317    | 1,78  | – |  |  |
|                               | Partito Comunista                           | 19 052    | 0,96  | –  | 19 052    | 0,96  | – |  |  |
|                               | CasaPound                                   | 16 952    | 0,85  | –  | 16 952    | 0,85  | – |  |  |
|                               | Il Popolo della Famiglia                    | 10 037    | 0,50  | –  | 10 037    | 0,50  | – |  |  |
|                               | Italia agli Italiani (FT - FN)              | 8 618     | 0,43  | –  | 8 618     | 0,43  | – |  |  |
|                               | Per una Sinistra Rivoluzionaria (PCL - SCR) | 3 406     | 0,17  | –  | 3 406     | 0,17  | – |  |  |
| Totale                        | Totale                                      | 1 987 776 | 100   | 11 | 1 987 776 | 100   | 7 |  |  |
|                               |                                             |           |       |    |           |       |   |  |  |
| Schede bianche                | Schede bianche                              | 18 937    | 0,92  |    |           |       |   |  |  |
| Schede nulle                  | Schede nulle                                | 40 709    | 1,99  |    |           |       |   |  |  |
| Votanti                       | Votanti                                     | 2 047 422 | 77,34 |    |           |       |   |  |  |
| Elettori                      | Elettori                                    | 2 647 437 |       |    |           |       |   |  |  |
|                               |                                             |           |       |    |           |       |   |  |  |
| Fonte: Ministero dell'interno |                                             |           |       |    |           |       |   |  |  |

#### Eletti

##### Eletti maggioritario
Eletti nella coalizione di centro-sinistra (PD - +EUR - Insieme - CP)
     Eletti nella coalizione di centro-destra (Lega - FI - FdI - NcI-UDC)
| Collegio uninominale | Eletto | Eletto                     | Partito       |
| -------------------- | ------ | -------------------------- | ------------- |
| 1. Firenze           |        | Matteo Renzi               | PD            |
| 2. Sesto Fiorentino  |        | Dario Parrini              | PD            |
| 3. Prato             |        | Patrizio Giacomo La Pietra | FdI           |
| 4. Arezzo            |        | Riccardo Nencini           | Insieme (PSI) |
| 5. Lucca             |        | Massimo Mallegni           | FI            |
| 6. Pisa              |        | Rosellina Sbrana           | Lega          |
| 7. Livorno           |        | Roberto Berardi            | FI            |

##### Eletti proporzionale
| Collegio plurinominale | Partito Democratico                  | M5S                                | Lega             | Forza Italia     | Fratelli d'Italia |
| ---------------------- | ------------------------------------ | ---------------------------------- | ---------------- | ---------------- | ----------------- |
| Collegio plurinominale |                                      |                                    |                  |                  |                   |
| 1. Toscana - 01        | - Andrea Marcucci - Caterina Biti    | - Laura Bottici - Gianluca Ferrara | - Manuel Vescovi | - Barbara Masini | - Achille Totaro  |
| 2. Toscana - 02        | - Francesco Bonifazi - Caterina Bini | - Gregorio de Falco                | - Tiziana Nisini | –                | –                 |

1. ↑  In data 02.02.2022 aderisce al gruppo misto, componente «+Europa - Azione».
2. ↑  In data 18.09.2019 aderisce a Italia Viva-P.S.I..
3. ↑  In data 04.01.2019 aderisce al gruppo misto, non iscritti; in data 18.11.2020 alla componente «+Europa - Azione»; in data 26.01.2021 a Europeisti-MAIE-Centro Democratico; in data 30.03.2021 torna nel gruppo misto, non iscritti.

### XIX legislatura

#### Risultati elettorali
|                               | Fratelli d'Italia                                       | 486 422   | 25,90 | 2 | 723 501   | 38,53 | 3 |  |  |
|                               | Lega per Salvini Premier                                | 120 718   | 6,43  | 1 | 723 501   | 38,53 | 3 |  |  |
|                               | Forza Italia                                            | 108 192   | 5,76  | – | 723 501   | 38,53 | 3 |  |  |
|                               | Noi Moderati                                            | 8 169     | 0,44  | – | 723 501   | 38,53 | 3 |  |  |
|                               | Partito Democratico - Italia Democratica e Progressista | 485 329   | 25,85 | 3 | 635 562   | 33,85 | 1 |  |  |
|                               | Alleanza Verdi e Sinistra                               | 88 612    | 4,72  | – | 635 562   | 33,85 | 1 |  |  |
|                               | +Europa                                                 | 54 385    | 2,90  | – | 635 562   | 33,85 | 1 |  |  |
|                               | Impegno Civico – Centro Democratico                     | 7 236     | 0,39  | – | 635 562   | 33,85 | 1 |  |  |
|                               | Movimento 5 Stelle                                      | 212 103   | 11,30 | 1 | 212 103   | 11,30 | – |  |  |
|                               | Azione - Italia Viva                                    | 175 017   | 9,32  | 1 | 175 017   | 9,32  | – |  |  |
|                               | Unione Popolare                                         | 37 616    | 2,00  | – | 37 616    | 2,00  | – |  |  |
|                               | Italexit                                                | 30 937    | 1,65  | – | 30 937    | 1,65  | – |  |  |
|                               | Italia Sovrana e Popolare                               | 25 826    | 1,38  | – | 25 826    | 1,38  | – |  |  |
|                               | Partito Comunista Italiano                              | 24 107    | 1,28  | – | 24 107    | 1,28  | – |  |  |
|                               | Vita                                                    | 13 146    | 0,70  | – | 13 146    | 0,70  | – |  |  |
| Totale                        | Totale                                                  | 1 877 815 | 100   | 8 | 1 877 815 | 100   | 4 |  |  |
|                               |                                                         |           |       |   |           |       |   |  |  |
| Voti non validi               | Voti non validi                                         | 83 469    | 4,26  |   |           |       |   |  |  |
| Votanti                       | Votanti                                                 | 1 961 284 | 69,75 |   |           |       |   |  |  |
| Elettori                      | Elettori                                                | 2 811 953 |       |   |           |       |   |  |  |
|                               |                                                         |           |       |   |           |       |   |  |  |
| Data: 25 settembre 2022       |                                                         |           |       |   |           |       |   |  |  |
| Fonte: Ministero dell'interno |                                                         |           |       |   |           |       |   |  |  |

#### Eletti

##### Eletti maggioritario
Eletti nella coalizione di centro-sinistra (PD-IDP - AVS - +E - IC-CD)
     Eletti nella coalizione di centro-destra (FdI - LSP - FI - NM)
| Collegio uninominale | Eletto | Eletto                     | Partito   |
| -------------------- | ------ | -------------------------- | --------- |
| 01 - Arezzo          |        | Simona Petrucci            | FdI       |
| 02 - Livorno         |        | Manfredi Potenti           | LSP       |
| 03 - Prato           |        | Patrizio Giacomo La Pietra | FdI       |
| 04 - Firenze         |        | Ilaria Cucchi              | AVS (Ind) |

##### Eletti proporzionale
| Collegio plurinominale | Partito Democratico - IDP                               | Fratelli d'Italia                               | M5S              | Azione - Italia Viva  | Lega             |
| ---------------------- | ------------------------------------------------------- | ----------------------------------------------- | ---------------- | --------------------- | ---------------- |
| Collegio plurinominale |                                                         |                                                 |                  |                       |                  |
| 1. Toscana - 01        | - Dario Parrini - Ylenia Zambito - Silvio Franceschelli | - Paolo Marcheschi - Susanna Donatella Campione | - Ettore Licheri | - Mariastella Gelmini | - Claudio Borghi |

1. ↑  Il 17.09.2024 aderisce al gruppo misto-NI. Il 30.10.2024 aderisce al gruppo Cd'I-UDC-NM (NcI, CI, IaC)-MAIE-CP.